# Ion Gresser
Ion Gresser (* 1928 in New York City; † 2019) war ein US-amerikanischer, in Frankreich wirkender Immunologe und Virologe, bekannt für Forschungen über Interferone.
Gresser war der Sohn des New Yorker Anwalts William Gresser und der Altphilologin und Schachmeisterin Gisela Kahn Gresser. Er studierte an der Harvard University, wobei er anfangs auch europäische Literatur, Russisch und Geschichte studierte, bevor er sich der Medizin zuwandte, die er an der Yale University (School of Medicine) studierte. Seine Internship absolvierte er am Bellevue Hospital in New York City und war dann als Arzt in der US Army und Leiter des Labors für Infektionskrankheiten in Camp Zama in Japan. Dort begann sein Interesse für Virologie (Veröffentlichungen über asiatische Grippe, japanische Encephalitis), was er als Post-Doktorand bei John Franklin Enders in Harvard fortsetzte. Dort veröffentlichte er auch schon über Interferon.  Er fand Interferon bei Patienten die an Grippe erkrankt waren und bei Krankheiten des zentralen Nervensystems. Gresser, der frankophil war, ging Anfang der 1960er Jahre nach Frankreich zu Charles Chany – ebenfalls ein Interferon-Pionier- am Hôpital St. Vincent de Paul und bald darauf am  Institute de Recherche Scientifique sur le Cancer (Institut Gustave Roussy) in Villejuif. Dort blieb er mehrere Jahrzehnte. Er blieb auch nach seinem Ruhestand mit französischen Wissenschaftlern verbunden und veröffentlichte noch im März 2019, wenige Wochen vor seinem Tod, einen Aufsatz mit Pierre Lebon, Jean-Laurent Casanova und Yanick Crow.
Ende der 1960er Jahre belebte er das Forschungsinteresse an Interferon, indem er zeigte, dass es das Wachstum von Tumoren in Mäusen verlangsamte und Lymphozyten stimulierte, die die Tumoren angriffen.
Er zeigte 1961, dass mit dem Sendai-Virus infizierte Leukozyten große Mengen Interferon produzierten. Der finnische Virologe Kari Cantell perfektionierte das zu einem Verfahren, das es erstmals ermöglichte, größere Mengen Interferon zu gewinnen.
1975 zeigte er, dass Antikörper gegen Interferon-alpha junge Mäuse gegen den Virus der lymphozytischen Choriomeningitis schützen. Das war der Beginn der therapeutischen Anwendung von Antikörpern gegen Cytokine, was später die Behandlung von Autoimmunkrankheiten revolutionierte.
In den 2000er Jahren war er bei einer Forschungsgruppe des INSERM im Centre des Recherches Biomedicales des Cordeliers in Paris.
1983 erhielt er den Avery-Landsteiner-Preis.